# Ivo Goldstein
Ivo Goldstein (Zágráb, 1958. március 16. –) horvátországi történész.

## A medievista
Az általános és középiskolát Zágrábban fejezte 1979-ben. Egyetemi tanulmányai után a Bölcsészettudományi Egyetem Középkori történelem tanszékén lesz asszisztens, ezután végigjárva az szükséges fokozatokat lett rendes tanára tanszékének. 1984-ben magisztrált Prokopiosz történettudományi értékelésével (Historiografski kriteriji Prokopija iz Cezareje). Doktori disszertációját 1988-ban védte meg, Bizánc az Adriai tengeren I. Jusztiniánusztól II. Baszileioszig /6-9. század/ címen (Bizant na Jadranu od Justinijana I. do Bazilija II /6-9. vijek/).
2001-től a zágrábi bölcsészettudományi egyetem professzora. Tudományos karrierjének jelentős részét Bizánc és a középkor ill. a horvát középkor kutatásának szentelte, leginkább a korai középkorral foglalkozott. Ezen kívül a horvátországi zsidóság története is érdekli. Az utóbbi években a 20. századi horvát történelemmel kezdett foglalkozni. Szakszövegeket fordít angolról és franciáról. 1984 óta a Középkor általános története c. tantárgyat tanítja, ez után a középkor történeti katedra dékánja lett. 1991. és 1996. között a történettudomány módszertanát oktatja, és időnként a horvátok középkori történetéről tartott előadásokat.
Karrierje során tanított Eszéken, Pulán, Mostarban és Rijekában is. Ezen kívül A Horvát Köztársaság külügyminisztériumának diplomáciai akadémiáján is tanított. 1988 óta posztgraduális képzést tart Eszéken, 1990 óta Zágrábban, és "Az Adria kultúrtörténete" (Kulturna povijest Jadrana) címen a Dubrovniki Egyetemközi Központban ("Interuniverzitetskom centru u Dubrovniku").

## A modernkorral kapcsolatos munkássága
Ivo Goldstein karrierjének fordulópontja 2003. Ekkor elhagyja a középkorral foglalkozó katedra vezetői posztját és az újkortörténeti katedrán vállal állást. Néhány írásában megpróbálta az egész horvát történelem rövid szintézisét adni, amivel vitákat váltott ki a szerb történetírással. A jasenovaci koncentrációs táborral kapcsolatban 80 illetve 100 000 áldozatról beszél (Ivo Goldstein, Hrvatska povijest, 21. kötet edicije Povijest zagrebačkog dnevnika Jutarnji list, Zagreb 2008, str. 498).
Igen nagyra értékelik a horvátországi zsidók történetéről szóló munkáit. Tudományos munkája mellett elnöke a Beth Israel zsidó vallási közösségnek, amelynek központja Zágrábban van. Részt vesz a horvátországi politikai és kulturális életben mint Stjepan Mesićhez közelálló értelmiségi.
Számos szakmai szervezetben vállalt tisztséget, és több tudományos értekezlet résztvevője Horvátországban és külföldön is.

## Művei
- Hrvatski rani srednji vijek, Zagreb, 1995
- Croatia, A History, London, 1999
- Bizant na Jadranu, Zagreb 1992
- Holokaust u Zagrebu, Zagreb, 2001
- Židovi u Zagrebu 1918-1941, Zagreb, 2004
- Europa i Sredozemlje u srednjem vijeku, (sa Borislavom Grginom), Zagreb, 2006